# Comedy Rocket
Comedy Rocket war eine deutsche Comedy-Serie, die zwischen 2015 und 2017 im Auftrag von RTL interactive produziert wurde. Hauptdarsteller waren Pia Stutzenstein und Daniele Rizzo.

## Handlung
Comedy Rocket produzierte Comedyclips mit „junge[m] Humor ohne Respekt mit Bezug zu Web- und Popkultur“, gleichzeitig werde die „Webkultur aber auch auf die Schippe genommen“.

## Produktion
Nachdem das Format Anfang 2015 von Christopher Becker, Daniele Rizzo und RTL interactive entwickelt worden war, entstanden unter Christopher Becker als Produzent und Headwriter über 50 Eprisoden in drei Staffeln. Die RTL-Group-Tochter UFA Lab steuerte in kleinerem Umfang Episoden bei.
Zusätzlich zu den Eigenproduktionen wurden unter dem Label Comedy Rocket noch Synchronisationen des französischen Formats Golden Moustache veröffentlicht.
Nach Ende des Formats wurde die Facebook-Seite von Comedy Rocket in RTL Comedy umbenannt.

## Besetzung
Neben Pia Stutzenstein und Daniele Rizzo als Hauptdarstellern, traten Daniel Wiemer, Julius Dombrink, Karmela Shako, Knud Riepen, Corinna Nilson und Timo Hübsch wiederholt in Nebenrollen auf.

### Gastauftritte
Folgende Schauspieler und Youtuber traten in Gastrollen auf:
- Chris Tall
- Denis Moschitto
- Simon Gosejohann
- Olli Schulz
- Sarah Kuttner
- Freshtorge
- AlexiBexi
- Kelly MissesVlog
- Steffen Donsbach
- Pia Tillmann
- Torsten Voges
- Jokah Tululu
- Michael-Che Koch
- Daniel Rakete Siegel
- Marie Bendig
- Dennis Brammen
- Michael Keseroglu
- Oliver Krietsch-Matzura
- Sarazar
- Jasper Smets
- David Hürten
- Clemens Korrella

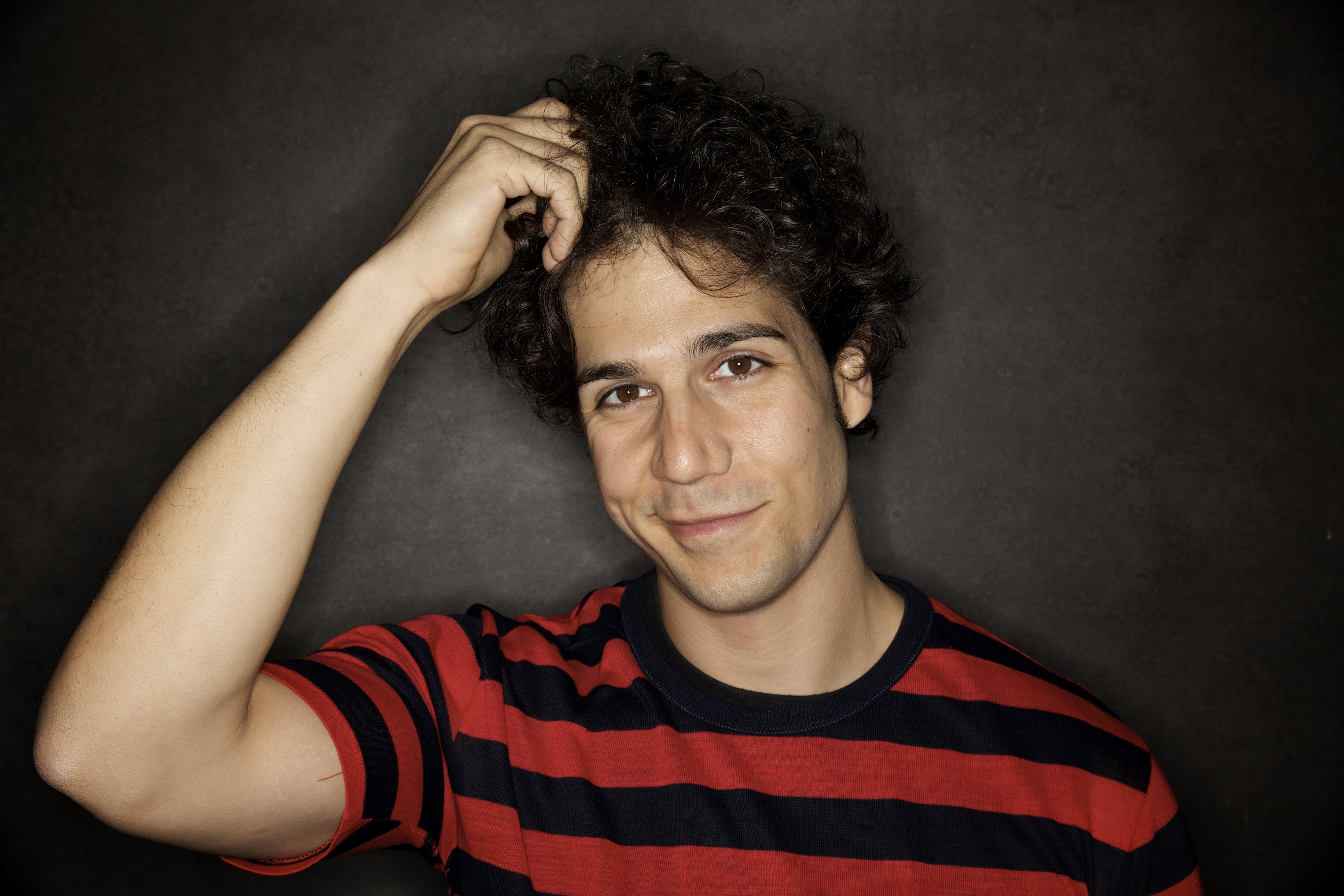
Daniele Rizzo
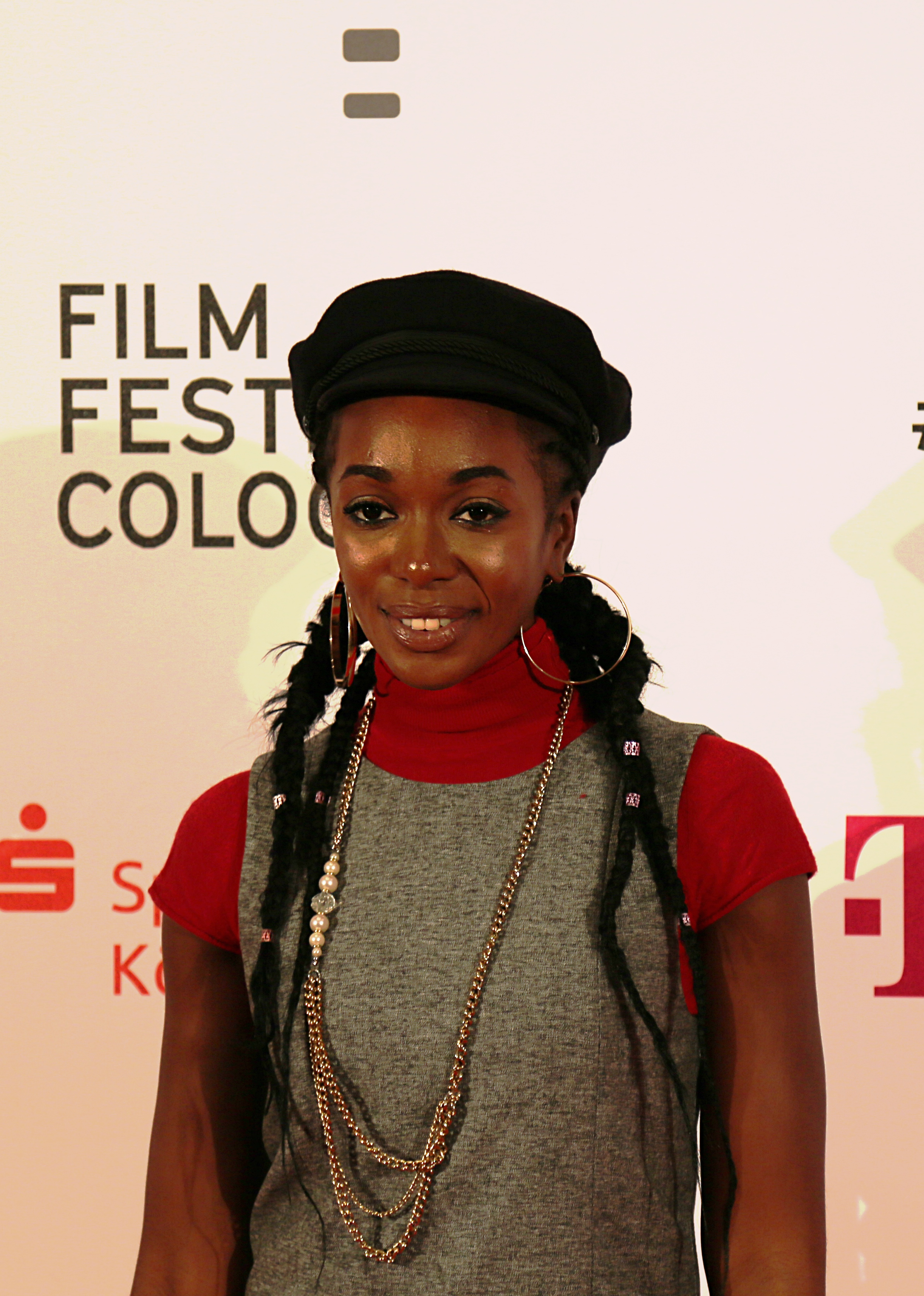
Karmela Shako
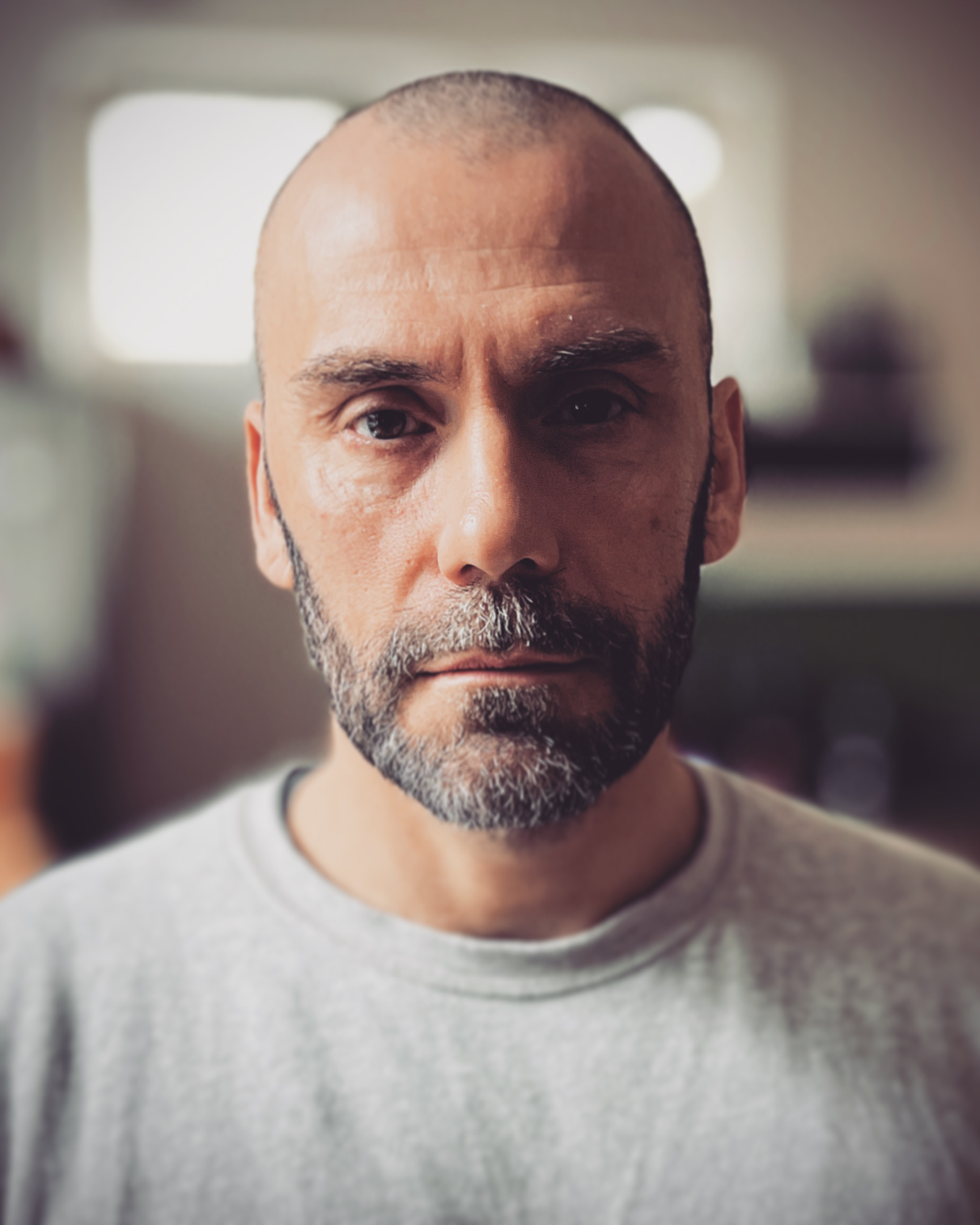
Daniel Wiemer
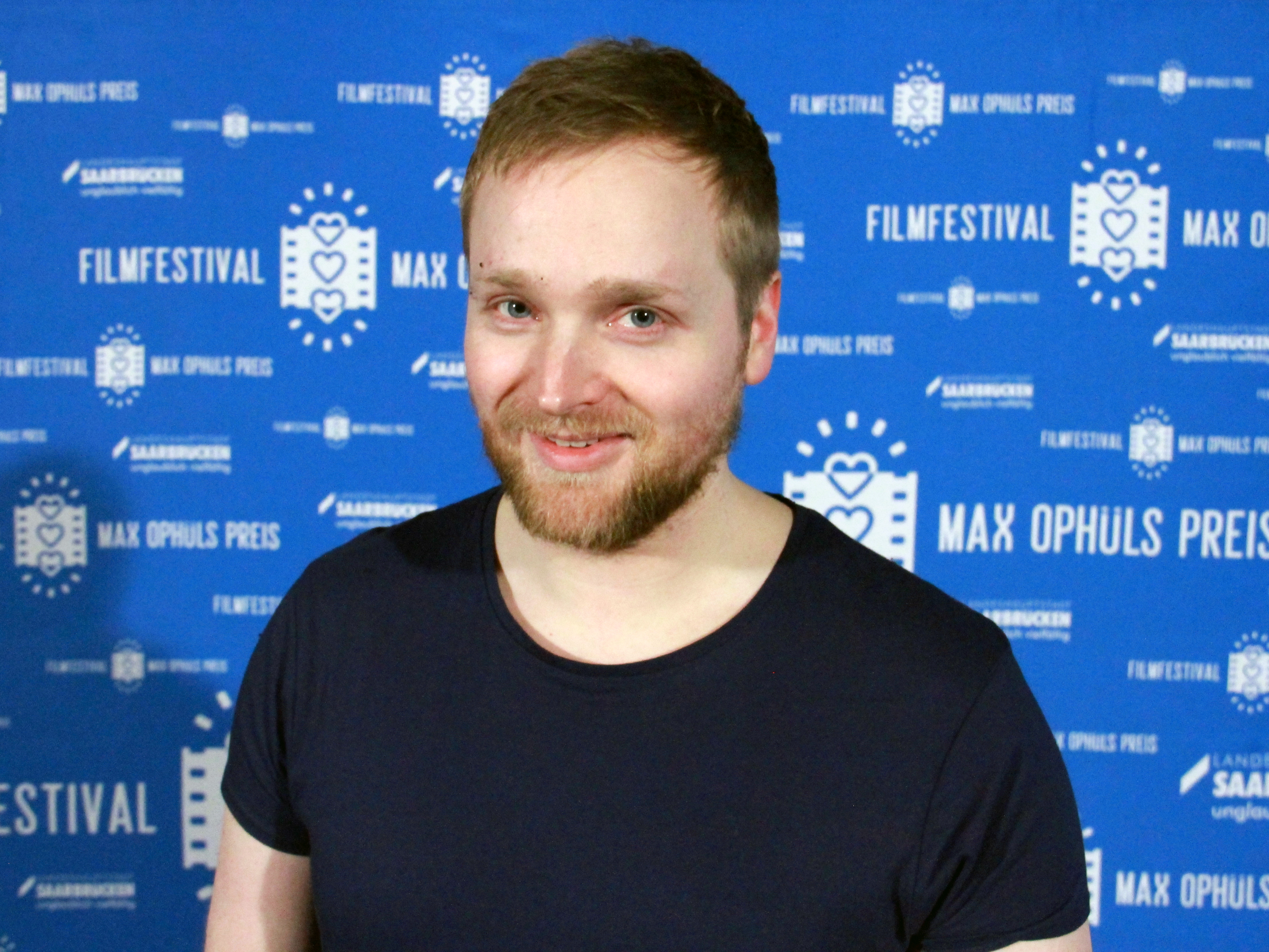
Knud Riepen
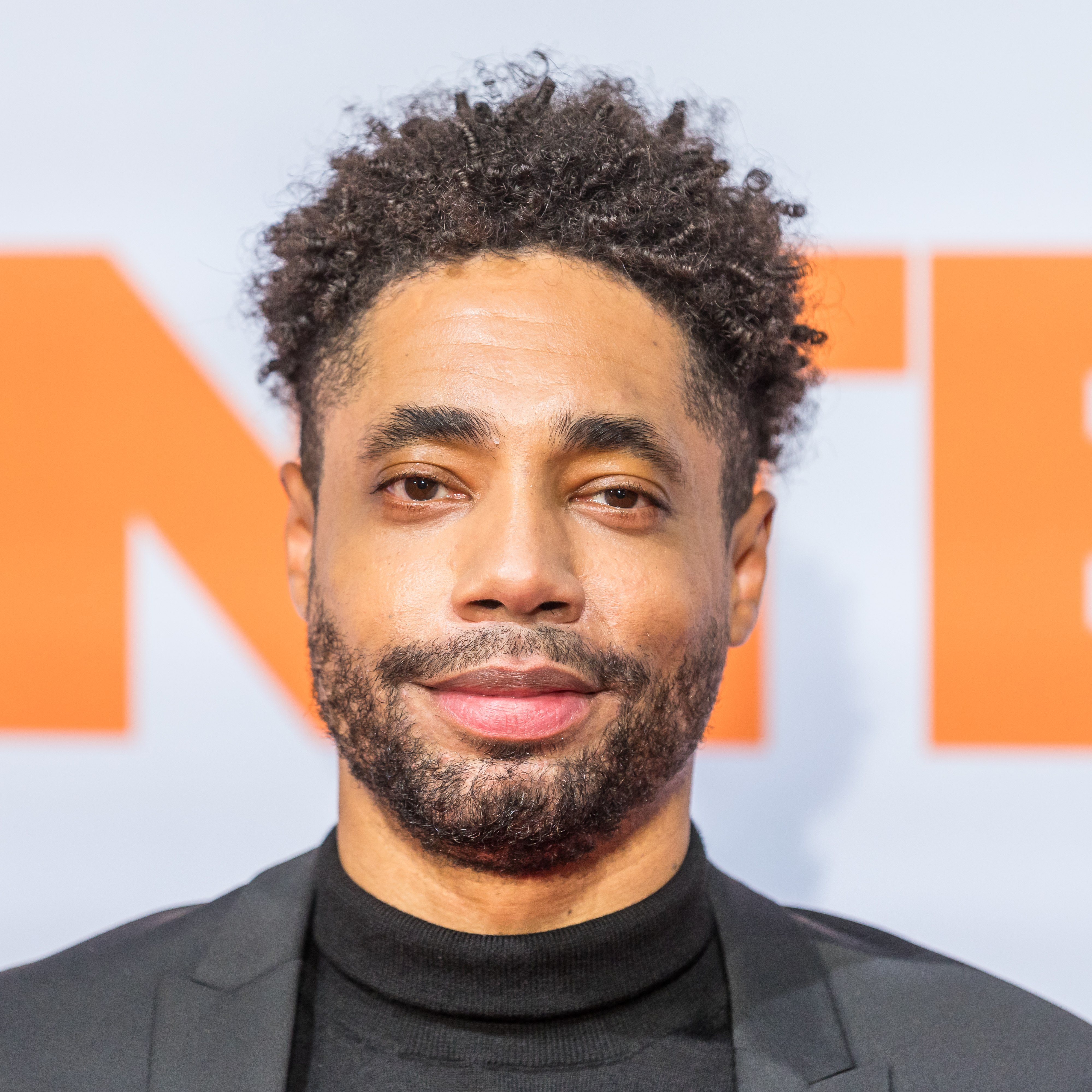
Julius Dombrink
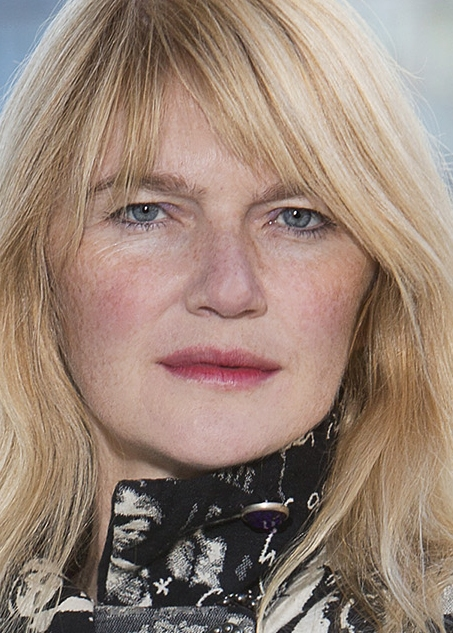
Corinna Nilson
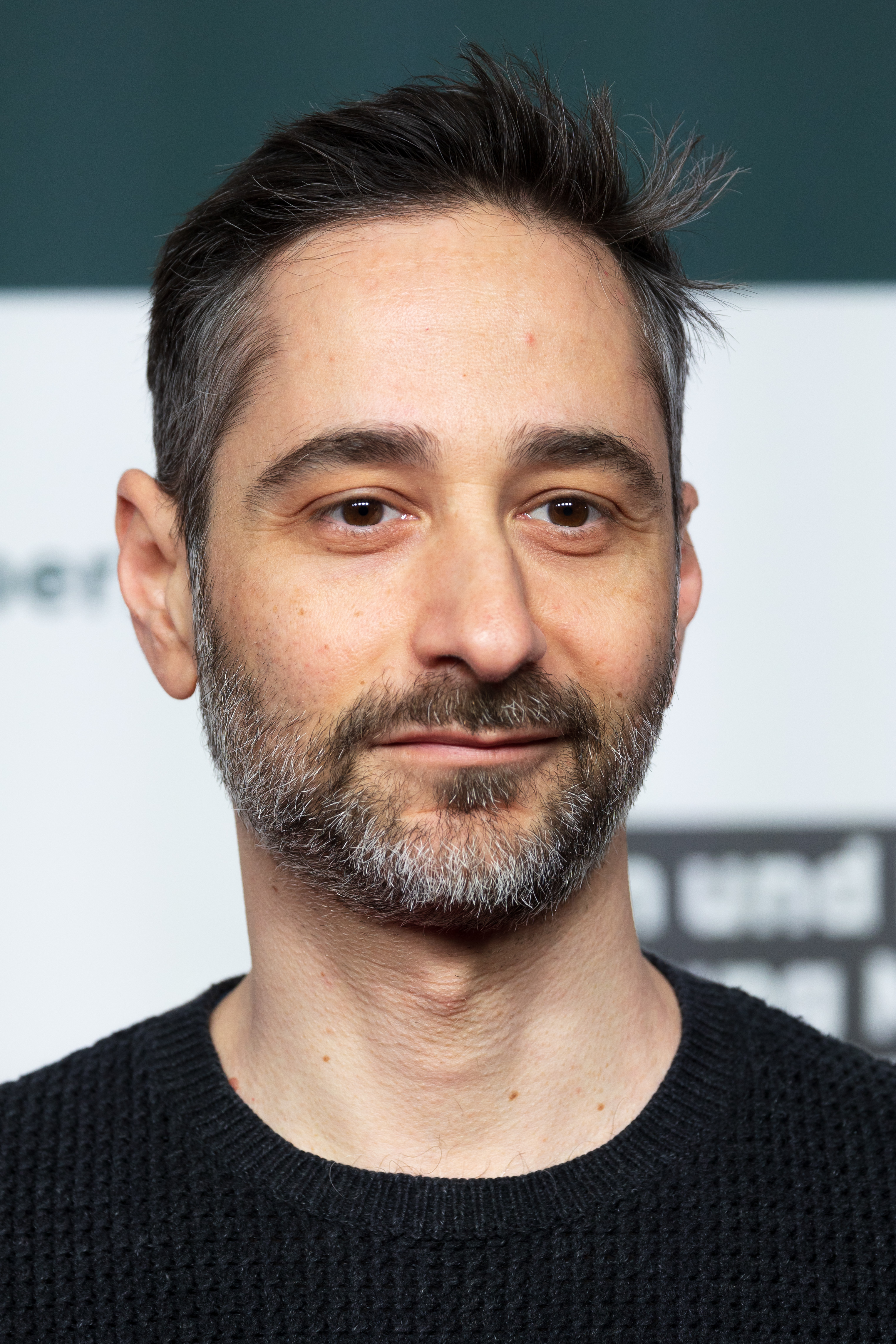
Denis Moschitto
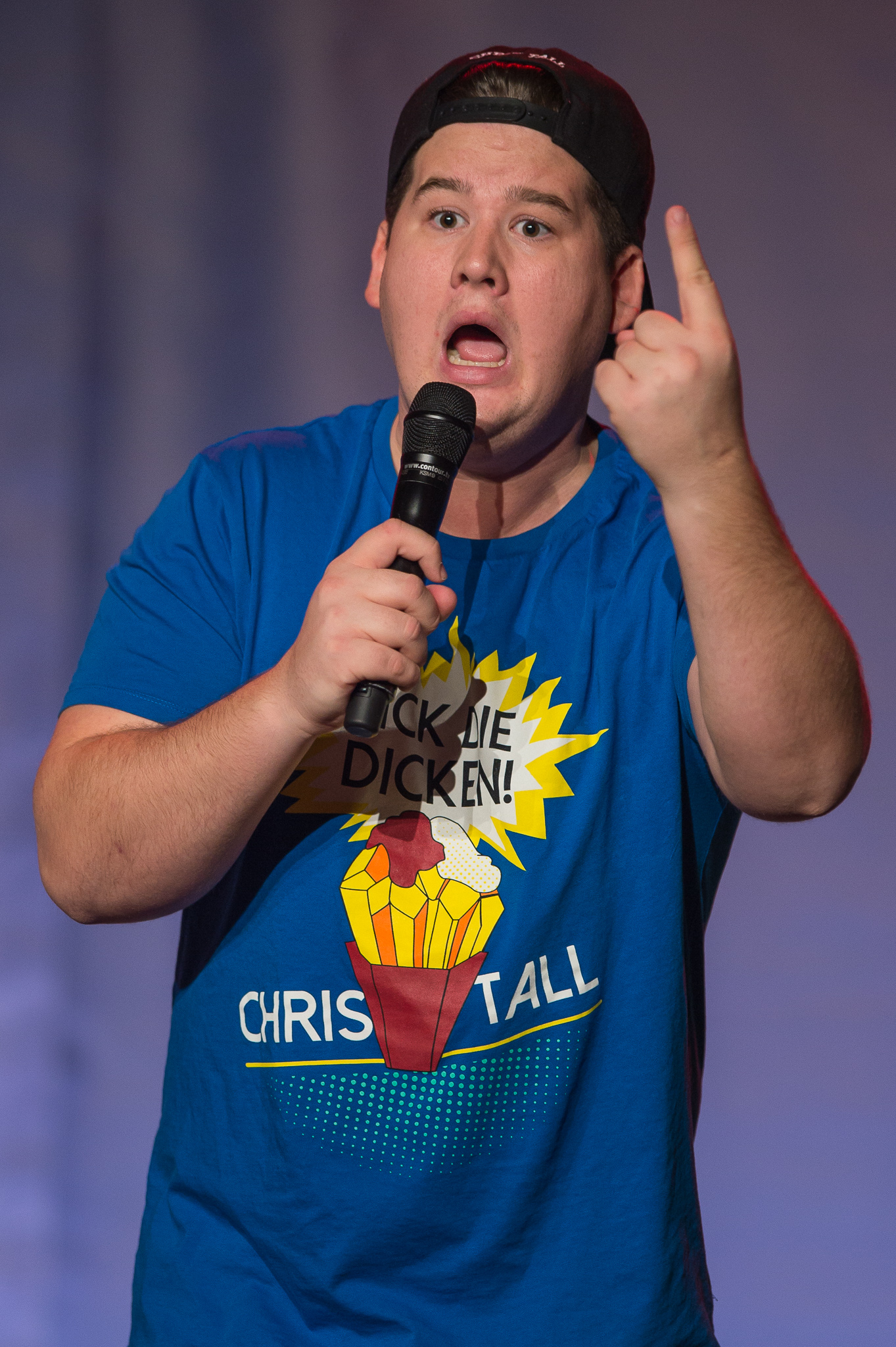
Chris Tall
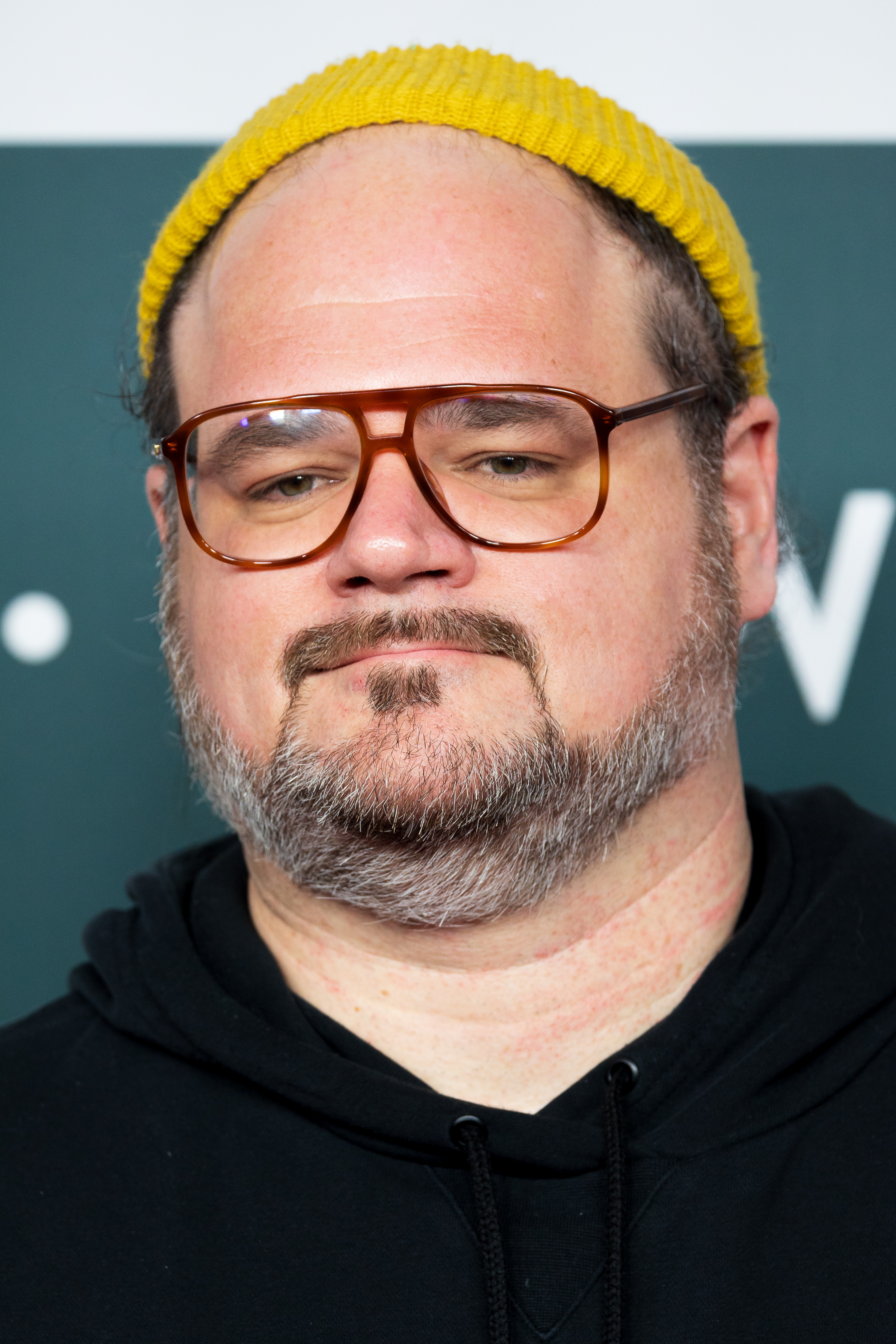
Daniel Rakete Siegel
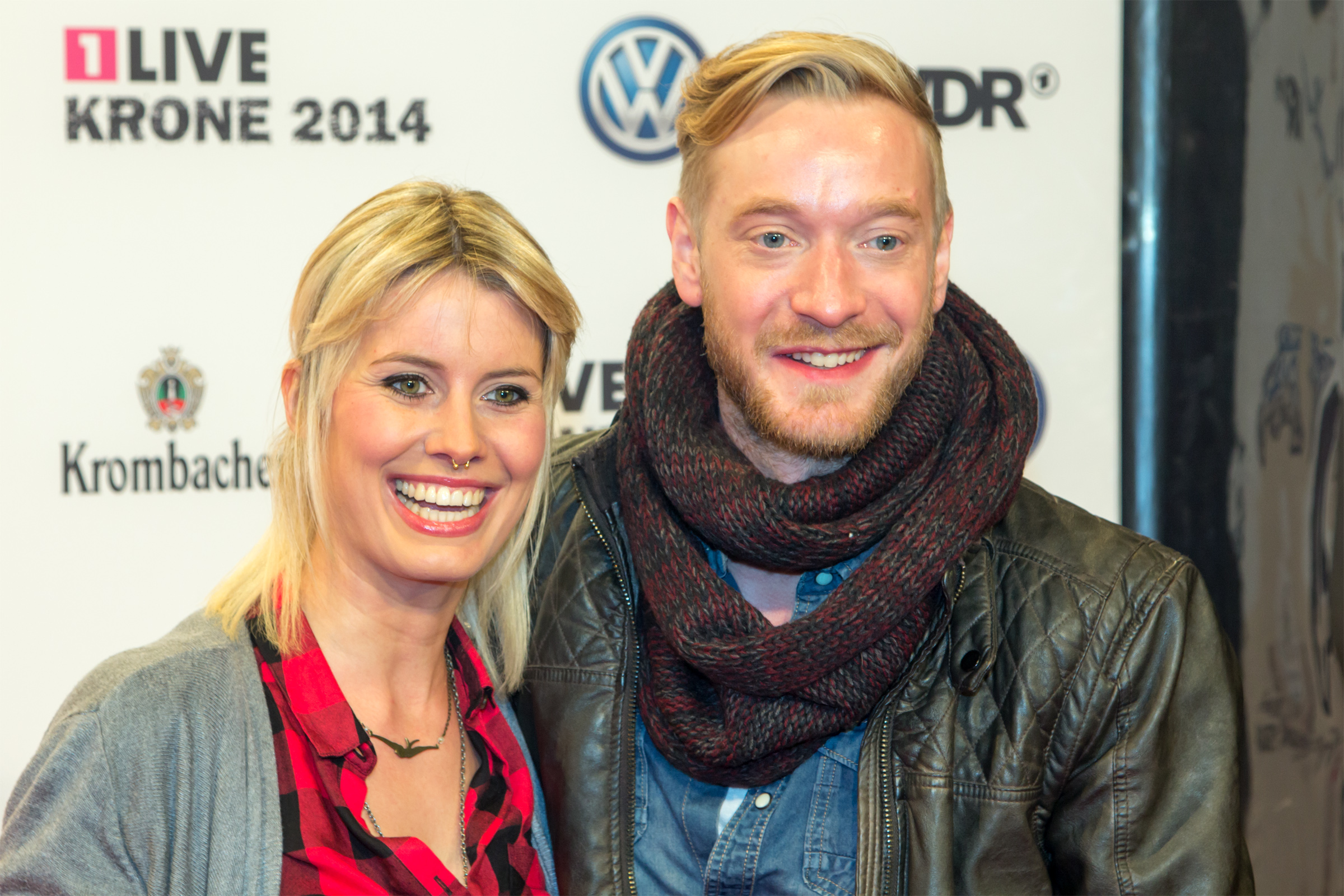
Pia Tillmann und Steffen Donsbach

## Rezeption
Auf Facebook verzeichnete Comedy Rocket über 230 Millionen Videoabrufe. Alleine auf YouTube erreichte der Clip Sex in der Badewanne über 18 Millionen Zuschauer (Stand Januar 2020).
Der Clip So gehen Beziehungen kaputt wurde als Kommentar zur Digitalisierung und KI breit in Medien besprochen. Mac Life bezeichnete des Clip als „wirklich witzig und gar nicht so weit hergeholt“.

## Auszeichnungen
Im Jahr 2017 war Comedy Rocket nominiert für den Goldene Kamera Digital Award in der Kategorie Comedy.